# 喬·巴尼
喬·巴尼（英語：Joe Bunney；1993年9月26日—）是一位英格蘭足球運動員。在場上的位置是前鋒。他現在效力於英格蘭足球甲級聯賽球隊博尔顿。

## 外部連結
- 足球数据库：喬·巴尼的球员统计数据